# Skały (Czułów)
Skały – część wsi Czułów w Polsce, położona w województwie małopolskim, w powiecie krakowskim, w gminie Liszki.
W latach 1975–1998 Skały administracyjnie należały do województwa krakowskiego.
Skały położone są w północno-wschodniej części Czułowa.